# Tlingit (Volk)

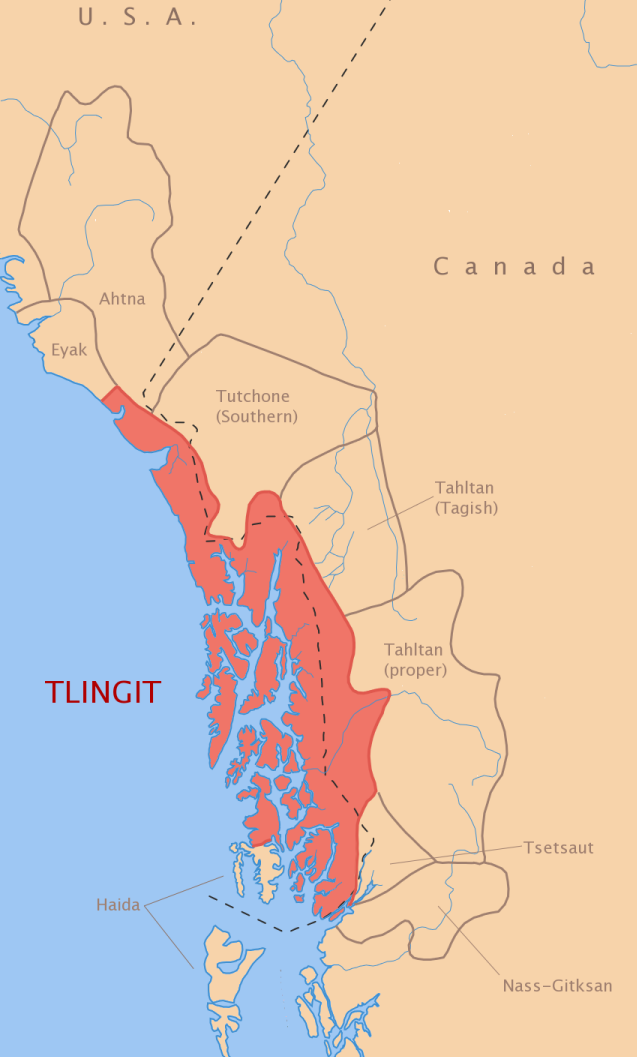
Verbreitung der Tlingit-Sprecher (Karte von 2005)

Die Tlingit (Aussprache auf Tlingit: [ɬìnkítʰ]) sind ein Indianervolk Nordamerikas und zählen historisch zu den mächtigsten und kriegerischsten indigenen Völkern der Nordwestküstenkultur. Ihre Sprache Lingít Yoo X̲'atángi bzw. „Lingit / Łingít“ wird zumeist neben dem Eyak-Athabaskischen als zweiter Zweig der Na-Dené-Sprachen (Athapaskisch-Eyak–Tlingit) betrachtet.
Das traditionelle Siedlungsgebiet der ca. 10.000 Tlingit erstreckt sich über die Küstenregionen des Pazifiks im Südosten des US-Bundesstaates Alaska und über die äußersten Randbereiche der kanadischen Provinzen British Columbia und im Südwesten des Territoriums Yukon.
Als die ersten Europäer im 18. Jahrhundert (zumeist russische Pelzhändler und Kolonisten) die Region erreichten, waren die Tlingit neben den Haida (Deikeenaa genannt) die dominante militärische sowie politische Macht der Nordwestküste und galten bereits seit langem von Alaska bis Kalifornien als gefürchtete Krieger. Die Verkehrs- und Handelssprache der Stämme der Nordwestküste und der Aleuten war daher die Sprache der Tlingit. Die später als „Inland Tlingit“ bezeichneten „Teslin Tlingit (Deisleen Ḵwáan)“ (heute: „Teslin Tlingit Council (TTC)“) und „Taku River Tlingit (Áa Tlein Ḵwáan)“ (heute: „Teslin Tlingit Council“) erweiterten wenn nötig auch gewaltsam ihre Handelsmärkte und drangen ins Landesinnere auf Gebiete der Nördlichen Athabasken (Çunanaa genannt) vor, heirateten in die dortigen Familien ein, und dominierten bald diese „Nördlichen Athabasken“ sprachlich sowie kulturell. Die dort ursprünglich siedelnden athabaskischsprachigen Tagish bezeichneten sich später in Lingít Yoo X̲'atángi als Tagish Ḵwáan bezeichneten (Ḵwáan bedeutet in der Tlingit-Sprache in etwa „regionale Stammesgruppe“ bzw. „Stamm“) und identifizierten sich nun als eine „Tlingit-Stammesgruppe“ auf (ehemaligem) Tagish-Territorium bzw. mit Tagish-Vorfahren. Die benachbarten athabaskischsprachigen Kaska Dena und Südlichen Tutchone übernahmen die Sprache der Tlingit ebenfalls als Handelssprache bzw. gar als Muttersprache. Die zu den „Südlichen Alaska-Athabasken“ zählenden Dena'ina (Tanaina) und Ahtna (Copper River Athabasken) übernahmen ebenfalls sehr viele Kulturtechniken und soziale Organisationen der südlich lebenden politisch-kulturell dominierenden Tlingit-Völker und unterschieden sich hierdurch stark von den benachbarten Nördlichen Alaska-Athabasken.

## Name
Die Tlingit selbst bezeichnen sich als Lingit („Menschliche Wesen“), oft als Thlinget, Tlinkit wiedergegeben. Die Russen nannten sie Koloshi (Колоши), hiervon leitet sich die inzwischen nur noch selten gebrauchte deutsche Bezeichnung Koulischen ab; dieses Exonym leitet sich von einer Bezeichnung der benachbarten Pazifischen Yupik bzw. Sugpiat (Giyañw Ñwáan genannt) ab, da früher mittels eines Labret-Stecker angebrachten Lippenpflocks der gesellschaftliche Status der Tlingit-Frauen bestimmt wurde. Weiblichen Sklaven der Tlingit war das Tragen von Lippenpflöcken nicht erlaubt.
Früher wurden die Tlingit zusammen mit den zur Penuti-Sprachfamilie zählenden Völkern der Tsimshian (Ts'ootsxán genannt), Nisga’a und Gitxsan fälschlicherweise unter dem Sammelbezeichnung Tsimshian zusammengefasst.

## Geschichte

### Frühgeschichte
In der Mythologie der Tlingit spielt der Rabe eine wichtige Rolle. Er stahl das Tageslicht von einem alten Mann namens Naas-sháki Yéil oder Naas-sháki Shaan. Dieser alte Mann besaß drei legendäre Kästen, die die Sterne, den Mond und die Sonne enthielten, die der Rabe entkommen ließ. Diese Schöpfungsmythen sind Gemeineigentum und dürfen, im Gegensatz zu Familiengeschichten, von jedermann erzählt werden. In ihnen spiegelt sich die Erinnerung an weit zurückliegende Wanderungen wider, wobei sich die meisten Tlingit auf die Athabasken zurückführen. Doch deuten die Mythen auf Verbindungen der Tlingit nicht nur ins Hinterland, sondern auch weit nach Süden.
1996 wurden auf der Prince-of-Wales-Insel Rückenwirbel, Rippen, Zähne, der Kiefer und ein Beckenknochen gefunden, deren Alter auf 10.300 Jahre datiert wird. Sie gehörten einem Mann in den Zwanzigern, der überwiegend von Seetieren lebte. Die begleitenden Obsidianfunde deuten auf weiträumige Tauschbeziehungen hin, denn Obsidian gibt es in der Region nicht. Genetische Untersuchungen sprechen für eine Verwandtschaft mit den heutigen Tlingit.

### Gesellschaft

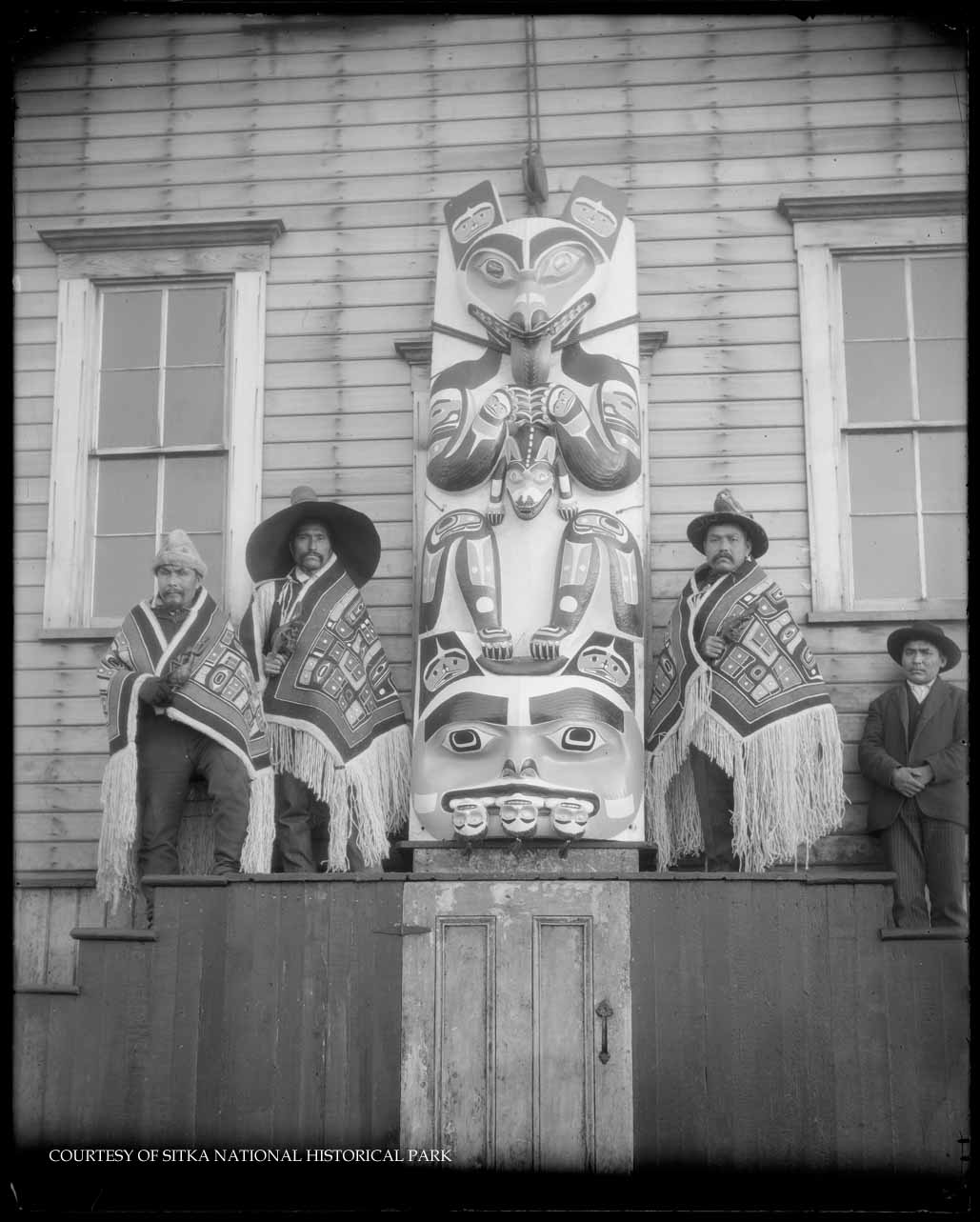
Mitglieder der Tlingit-Aristokratie des Kaagwaantaan-Clan, gekleidet in Chilkat-Gewänder und mit Tlingit-Hüten, neben dem „Hechelnder-Wolf-Pfahl“, Sitka, ca. 1904, Foto von E.W. Merrill.

Die Tlingit waren in zwei Hälften oder Moieties unterteilt und jedes Stammesmitglied wurde entsprechend der Abstammung seiner Mutter zugeordnet – die einen dem Raben, die anderen dem Wolf (gelegentlich auch Adler genannt). Innerhalb dieser Hälften durfte nicht geheiratet werden. Die Kinder blieben bei der Moiety der Mutter.
Moieties wiederum gliederten sich in Clans (die Rabenhälfte bestand aus 27 Clans), die ihre Abstammung auf einen gemeinsamen Ahnen zurückführten. Die soziale Grundeinheit war jedoch die Lineage, deren Mitglieder in mütterlicher Linie miteinander verwandt waren. Jede Lineage hatte ihren eigenen Häuptling, der aber keine umfassende Autorität besaß. Verschiedene Lineages konnten beispielsweise im Krieg kooperieren, aber es gab keinerlei Verpflichtung dazu.
Sie lebten in großen hölzernen Gemeinschaftshäusern mit Giebeldach, in denen 50 bis 100 Menschen lebten. Die Hauspfosten waren mit Totem-Symbolen des entsprechenden Clans verziert. Mehrere solcher Häuser bildeten ein Dorf. Möglicherweise um 1800 vereinigten sich aus einer oder mehreren Lineages bestehende Stämme in gemeinsamen Dörfern, doch in neuerer Zeit hat jede Lineage anscheinend ihr eigenes Dorf. Jede Lineage hatte und nutzte eigenes Land und fungierte als zeremonielle Grundeinheit. Es gab auch Schuldtotempfähle, die nach Rückzahlung der Schuld entfernt wurden, sowie Begräbnistotempfähle mit der Asche der Verstorbenen. Um beispielsweise den Tod eines Häuptlings zu betrauern und seinen Nachfolger öffentlich ins Amt einzuführen, feierten die Tlingit den Potlatch, einen Zyklus von Ritualen, der in der Verteilung von Geschenken gipfelte.
Die Lebensgrundlage der Tlingit war die Fischerei, wobei der Lachs mit Harpunen, Netzen und Fallen gefangen wurde. Die Kanus aus dem Holz des Riesen-Lebensbaums (Red Cedar) oder dem Holz der Nootka-Scheinzypresse waren bis zu 15 Meter lang und boten bis zu 30 oder 40 Männern Platz. Außerdem jagten die Tlingit See- und Landsäugetiere. Holz war der wichtigste Werkstoff für Häuser, Kanus, Geschirr, Gebrauchsgegenstände und andere Objekten. Große dauerhafte Häuser baute man in der Nähe von guten Fischplätzen und sicheren Anlegestellen für Kanus, oft lagen sie vor den Gezeiten geschützt am Ufer einer Bucht. Die Häuser wurden nur im Winter bewohnt, im Sommer ging man zum Jagen und Fischen. Daneben waren die Tlingit sehr gute Weber.

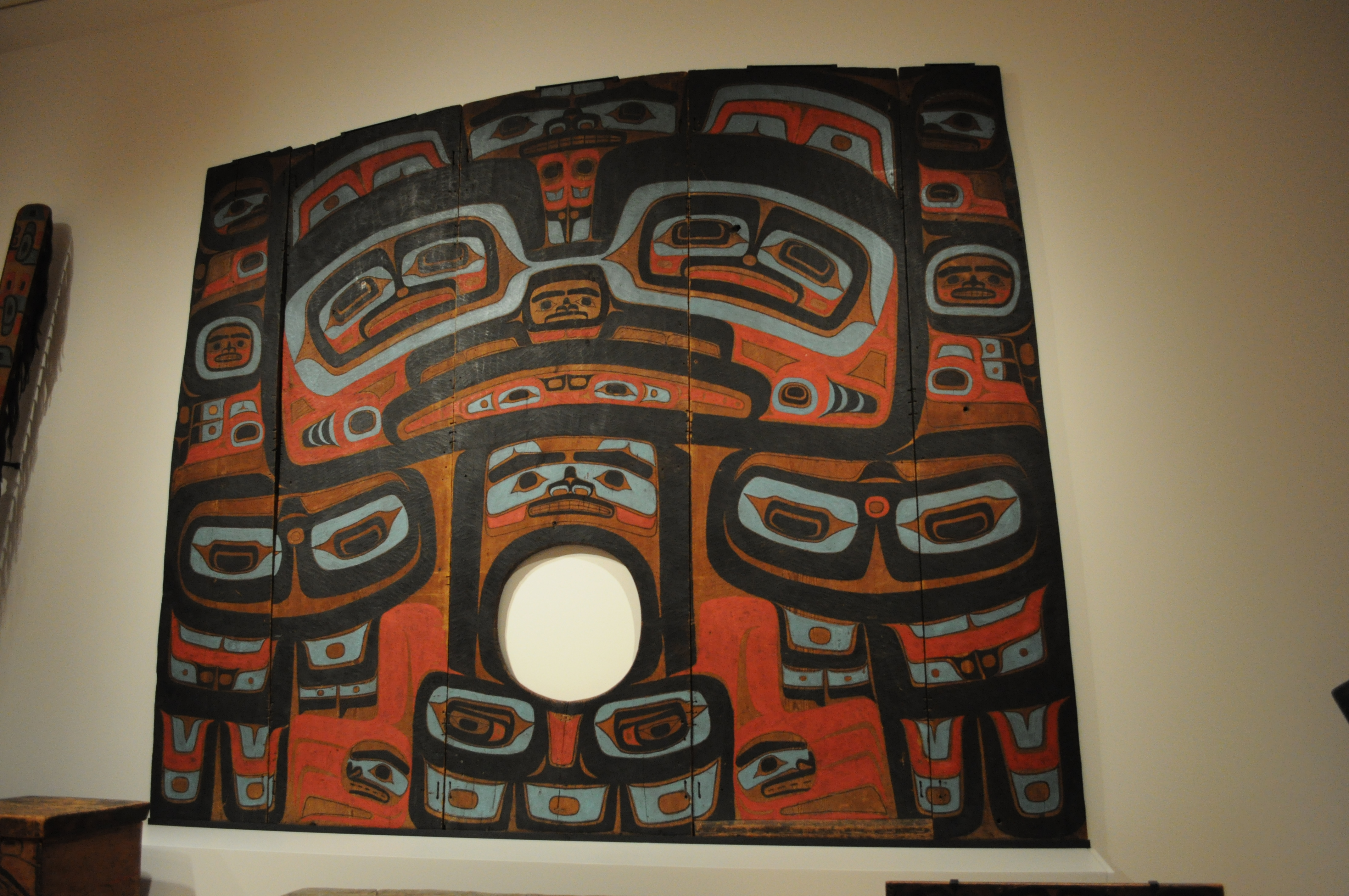
Rabendarstellung eines Tlingitkünstlers um 1810

Die beherrschenden Clans waren die Yéil oder Raben, die Ghooch oder Wolf und Chaak oder Adler. Die für die zahlreichen Rituale notwendigen Gegenstände gehörten jeweils dem ganzen Clan. Sie wurden vor allem von den Schamanen verwendet, die eine einflussreiche Stellung innehatten. Nach ihnen war jedes Ding und jedes Wesen beseelt, dementsprechend war die Jagd von strengen Ritualen begleitet. Die Tlingit waren hervorragende Holzschnitzer und Bildhauer. Auf vielen Hausfronten und Holzplastiken ist Gonankadet dargestellt, ein mythisches Wesen, das unter den Wassern herrscht.
Die Gesellschaft der Tlingit ist traditionell in matrilinear organisierte Clans strukturiert. Bis ins 19. Jahrhundert wurden Mädchen mit dem Beginn der Pubertät für mehrere Monate von der Gesellschaft isoliert und im Kreis ihrer Familie auf das Erwachsenenleben vorbereitet. In der aristokratischen Schicht, aanyádi, lernten die Mädchen in dieser Zeit die Chilkat-Wirkerei. Sie erhielten einen zunächst dünnen Lippenpflock als Zeichen der Zugehörigkeit zur Gemeinschaft. Die Initiationszeit schloss mit einem Freudenfest ab. Erwachsene Frauen trugen einen im Lauf des Lebens immer größer werdenden Lippenpflock aus Holz.

### Kontakte mit Europäern
Vitus Bering erreichte auf seiner zweiten Expedition 1741 die amerikanische Küste südlich von Kayak Island, Aleksei Chirikov nochmals ca. 600 Kilometer weiter südlich nahe dem 55. Breitengrad. Die Nachricht von den reichen Pelztierbeständen veranlasste Jäger und Pelzhändler aus Russland ab 1743, diese Küste entlang der Aleuten und Alaskas immer weiter nach Süden zu fahren.
Mit dem Auftauchen dieser Dléit Khaa, der „weißen Leute“, änderten sich zunächst die Handelsrouten. Den Händlern der Tlingit gelang es, ab 1785 eine Vermittlerrolle zwischen den Küstenstämmen und den hauptsächlich russischen, amerikanischen und britischen Pelzhändlern einzunehmen.
Sie nutzten später sogar den Chilkoot Trail in Richtung Yukon River und handelten bis in die heutigen US-Staaten Washington und Oregon. 1859 lagerten 223 Tlingit – neben mehr als 2.500 anderen Indianern – vor Victoria, um am Handel und Aufbau der Stadt teilzunehmen.
Juan José Pérez Hernández wurde vom Vizekönig von Neuspanien Don Antonio María de Bucareli y Ursúa 1774 nach Norden gesandt. Dabei entstanden durch Pater Tomás de la Peña Suria (oder Savaria) die ältesten überlieferten bildlichen Darstellungen. Schon im nächsten Jahr erschien die zweite Bucareli-Expedition. Hierbei spielte Juan Francisco de la Bodega y Quadra die wichtigste Rolle. Er drängte auf Weiterfahrt nach Norden und so erreichte die Expedition die Gegend um das heutige Sitka. Die dritte Bucareli-Expedition von 1779 nahm erstmals Handelskontakte mit den Tlingit auf. Nach der dritten Reise von Kapitän James Cook und der posthumen Veröffentlichung 1784 folgten mehrere Pelzhändler, vor allem aus Großbritannien, dann überwiegend auch aus den USA. 1791 segelte Alessandro Malaspina bis zum Prince William Sound, doch erlangten die Spanier nach der endgültigen Beilegung der Nootka Sound Kontroverse 1795 an dieser Küste keine Bedeutung mehr. Alexander Baranow begründete 1799 die Herrschaft der Russländisch-Amerikanischen Kompagnie in Russisch-Amerika. Ab diesem Zeitpunkt kam es immer wieder zu kriegerischen Auseinandersetzungen zwischen Russen und Tlingit, die in der Schlacht von Sitka 1804 gipfelten, bei der die Tlingit unterlagen. Dennoch kam es bis ins Jahr 1854 immer wieder zu Feindseligkeiten.
Inzwischen hatte die erste Pockenepidemie die Tlingit von Sitka erreicht. Nathaniel Portlock, ein englischer Pelzhändler, erwartete bei seinem Besuch in Sitka ein zahlreiches Volk, doch notierte er: „Ich bemerkte den ältesten der Männer, der stark von Pocken gezeichnet war, ähnlich wie ein ungefähr 14-jähriges Mädchen […] Der alte Mann […] sagte mir, dass das Chaos (distemper) eine große Zahl der Bewohner davongetragen habe, und dass er selbst zehn Kinder verloren habe“.
Erst um 1840, als die ersten Männer der Hudson’s Bay Company im Hinterland auftauchten, kam es auch dort zu ersten Kontakten mit Europäern. Binnen weniger Jahrzehnte verschwanden auch hier die Büffelherden – der Tlingit-Name des Ross River (Xao Hini) erinnert daran, denn er bedeutet Büffelfluss. 1852 griffen die Chilkat-Tlingit Fort Selkirk am Yukon River an und brannten es nieder. 1867 kauften die USA Alaska, wo jahrzehntelang Kriegsrecht herrschte.
Aufgrund eines kulturellen Missverständnisses, bei dem zwei Menschen ums Leben kamen, ließ Commander Merriman aus Sitka den Ort Angoon (an der Südwestküste von Admiralty Island am Kootznahoo Inlet gelegen) 1882 beschießen und niederbrennen.
1897 entdeckten die Tlingit Skookum Jim und Tagish Charlie mit ihrem weißen Schwager George Carmack Gold am Klondike, einem Seitenfluss des Yukon. Zehntausende sammelten sich in Seattle und Tacoma, fuhren mit Schiffen nordwärts und schleppten sich und ihre Ausrüstung (rund eine Tonne, weil sie sich mit Nahrungsmitteln eindecken mussten) auf dem Chilkoot Trail bis zum Yukon River – anfangs dauerte dies bis zu drei Monate. Der Chilkoot Trail folgt einem Gebirgspfad der Tlingit, die hier zwischen der Küste und dem Inland Handel trieben. Die Stadt Dawson City wuchs bis auf 16.000 Einwohner an, doch nach 1911 halbierte sich die Einwohnerzahl.
1912 gründeten die Tlingit die Alaska Native Brotherhood in Sitka, es folgte die Alaska Native Sisterhood. ANB und ANS setzen sich heute für den Erhalt der Kultur der Tlingit ein. Dies ist, wie überall in Amerika, eine schwierige Aufgabe, denn sowohl in Kanada als auch in den USA hat man versucht, die Kultur und die Sprache der Ureinwohner durch Zwangsassimilation auszulöschen. Eine besonders unrühmliche Rolle spielten dabei die Schulen, die den Kindern den Gebrauch ihrer Sprache bis in die 1960er Jahre verboten.

## Sprache
Die Sprache der Tlingit (Eigenbezeichnung Lingít Yoo X' atángi) umfasst zwei Dialekte: das in Alaska entlang der Küste gesprochene Lingit sowie das im Yukon-Territorium gesprochene Lingit (Interior Tlingit). Lingit ist eine tonale Sprache, was bedeutet, dass die Bedeutung eines Wortes je nach Tonhöhe variieren kann. Es ist wichtig, die richtige Betonung zu verwenden, um Missverständnisse zu vermeiden. Die Sprache wird nur noch von der älteren Generation gesprochen. Es besteht Zweisprachigkeit mit Englisch. Allerdings wird es bei der Jugend modern, wieder die eigene Sprache zu sprechen.

## Heutige Situation

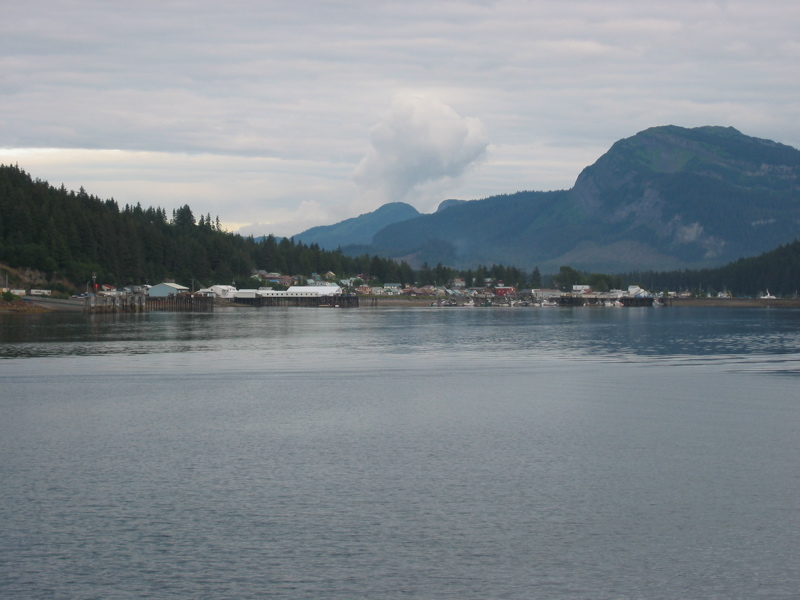
Hoonah von der Seeseite

In den USA sind die Tlingit durch den Central Council of Tlingit and Haida Indian Tribes of Alaska als Volk anerkannt. Ihr traditionelles Gebiet erstreckt sich von der Yakutat Bay bis Cape Fox. Die größte Siedlung der Tlingit ist Hoonah, ein Ort mit 739 Einwohnern (2006), von denen über 500 Tlingit sind.
Für einige Familien spielen Fischen, Jagen und Sammeln für den Eigenbedarf immer noch eine wichtige Rolle zur Ergänzung der Einkünfte aus unselbstständigen Tätigkeiten. Zusammen mit der Überlieferung der Sitten und Gebräuche ist die traditionelle Subsistenzwirtschaft ein wesentliches Element der kulturellen Identität der Tlingit.